# Peletyzacja
Peletyzacja – proces wytwarzania peletek przez mechaniczne formowanie kulek o średnicy 0,5-2,0 mm. Jest używana do produkcji leków. Może przebiegać różnymi drogami:

## Peletyzacja na drodze powlekania rdzeni
Pierwszym etapem jest przygotowanie mieszaniny rdzeni, z reguły są to kryształy używanej w danych peletkach substancji pomocniczej, najczęściej sacharozy. Rdzenie te są powlekane roztworem lub zawiesiną substancji leczniczej mającej się znaleźć w gotowym leku. Substancję leczniczą można też nanosić na rdzenie w formie proszku, jeśli jednocześnie będzie się ją zwilżało odpowiednim roztworem. Gotowe peletki można jeszcze dodatkowo powlekać substancjami utrudniającymi i spowalniającymi uwalnianie substancji leczniczej w organizmie.

## Peletyzacja przez granulację na mokro
Pierwszym etapem jest przygotowanie mieszaniny substancji leczniczej i substancji pomocniczych. Przygotowaną mieszaninę granuluje się w granulatorach z szybkoobrotowym mieszadłem przy pomocy wody lub innego rozpuszczalnika. W urządzeniu tym gotowe peletki od razu się suszą. Również takie peletki można jeszcze dodatkowo powlekać.

## Peletyzacja na drodze stapiania
Jest podobna do metody "na mokro". Różnica polega na tym, że zamiast rozpuszczalnika, do granulacji używa się stopionej substancji opóźniającej uwalnianie (np. monostearynianu glicerolu). Uzyskuje się w ten sposób peletki o przedłużonym uwalnianiu.

## Peletyzacja przez przecieranie isferonizację
Pierwszym etapem jest przygotowanie mieszaniny substancji leczniczej i lepiszcza (substancji zlepiającej). Mieszaninę przeciera się przez sito uzyskując podobne do makaronu "nitki" o średnicy 0,5-1,2 mm. Następnie przeprowadza się sferonizację, czyli nadaje peletkom kulisty kształt. Proces ten przebiega w komorze sferonizatora, w której znajduje się talerz trący. Peletki uzyskują pożądany kształt przez obtaczanie na powierzchni szybko wirującego talerza. O wielkości i jakości uzyskiwanych tą metodą peletek w dużym stopniu decyduje wilgotność granulatu poddawanego sferonizacji. Gotowe mikrokulki są następnie suszone, mogą też być później powlekane.